# Município de Madison (condado de Licking, Ohio)
O município de Madison (em inglês: Madison Township) é um município localizado no condado de Licking no estado estadounidense de Ohio. No ano de 2010 tinha uma população de 3.211 habitantes e uma densidade populacional de 55,8 pessoas por km².

## Geografia
O município de Madison encontra-se localizado nas coordenadas 40° 03′ 56″ N, 82° 20′ 02″ O. Segundo o Departamento do Censo dos Estados Unidos, o município tem uma superfície total de 57.54 km², da qual 56.91 km² correspondem a terra firme e (1.11%) 0.64 km² é água.

## Demografia
Segundo o censo de 2010, tinha 3.211 habitantes residindo no município de Madison. A densidade populacional era de 55,8 hab./km². Dos 3.211 habitantes, o município de Madison estava composto pelo 96.29% brancos, o 0.9% eram afroamericanos, o 0.16% eram amerindios, o 0.37% eram asiáticos, o 0.03% eram insulares do Pacífico, o 0.28% eram de outras raças e o 1.96% pertenciam a dois ou mais raças. Do total da população o 1.18% eram hispanos ou latinos de qualquer raça.